# San Martín del Tesorillo
San Martín del Tesorillo est une commune espagnole de la communauté autonome d’Andalousie, située dans la province de Cadix, créée en 2018.

## Géographie

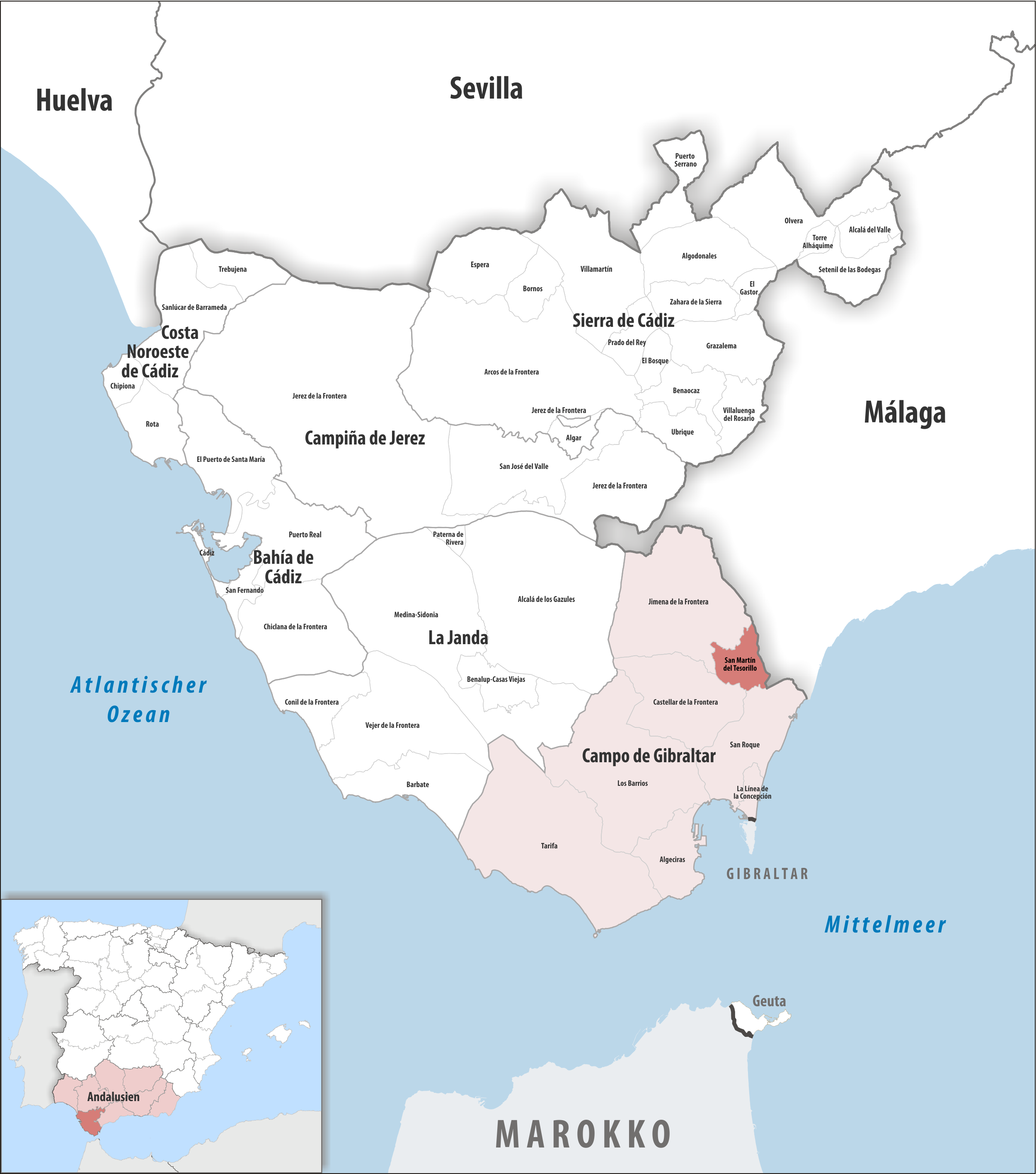
San Martín del Tesorillo dans la province de Cadix / en Andalousie

### Localisation
La commune de San Martín del Tesorillo se trouve dans le nord-est de la comarque du Campo de Gibraltar, en limite avec la province de Malaga.
Cadix est à 130 km ouest-nord-ouest ;
Jerez de la Frontera à 125 km nord-ouest ;
Gibraltar à 34 km sud ; 
Algésiras à 34 km sud-ouest ;
Malaga à 116 km nord-est.

## Histoire
San Martín del Tesorillo est à l'origine une colonie agricole fondée en 1879 sur le territoire de la commune de Jimena de la Frontera. Après avoir été divisée en parcelles attribuées à des colons, elle se développe à partir des années 1930 et forme une agglomération. En 1999, le gouvernement d'Andalousie lui confère le statut d'entité locale autonome. La localité est alors dotée d'un conseil exerçant des compétences propres et recevant des délégations attribuées par la commune de Jimena de la Frontera. Enfin, le 2 octobre 2018, San Martín del Tesorillo devient une commune indépendante.

## Politique et administration
La commune est dirigée par un conseil municipal de onze membres élus pour quatre ans. Lors des premières élections du 26 mai 2019, la Gauche unie (IU) remporte sept sièges, le PSOE 3 et le Parti populaire 1.
| Période | Période  | Identité            | Étiquette | Qualité |
| ------- | -------- | ------------------- | --------- | ------- |
| 2019    | En cours | Jesús Fernández Rey | IU        |         |